# Pont du Häme
Hämeensilta (en français : pont du Häme) est un pont dans le centre de Tampere en Finlande

## Présentation
Enjambant les rapides Tammerkoski, l'Hämeensilta est un pont de la rue Hämeenkatu.
Achevé  en 1929, l'ouvrage en béton et en pierre est un pont voûté à travée de 68 mètres de long avec des parties porteuses en béton armé et des façades recouvertes de granite rouge de Kalvola.
Les balustrades du pont portent quatre sculptures de Wäinö Aaltonen, considéré comme l'un des représentants les plus importants de la sculpture classique des années 1920.
Avec le pont Satakunnansilla construit en 1900, l'Hämeensilta est le deuxième pont pour la circulation automobile traversant les Tammerkoski au centre-ville de Tampere.
Plus de 50% des piétons traversant les Tammerkoski passent aux heures de pointe par le pont Hämeensilta.
L'été 2017, les voies piétonnes les plus fréquentées étaient Hämeenkatu, l'extrémité nord de la route d'Hatanpää, Itsenäisyydenkatu, le pont des rapides et le tunnel de la gare. 
L'été 2017, les itinéraires cyclables les plus fréquentés  provenaient du pont du barrage, du passage souterrain de Rongankatu, de la route d'Hatanpää, de E63 et de Hämeensilta.  

## Site protégé
Hämeensilta, la rue Hämeenkatu et la place centrale de Tampere forment un ensemble classé parmi les Sites culturels construits d'intérêt national en Finlande par la Direction des musées de Finlande.

## Galerie

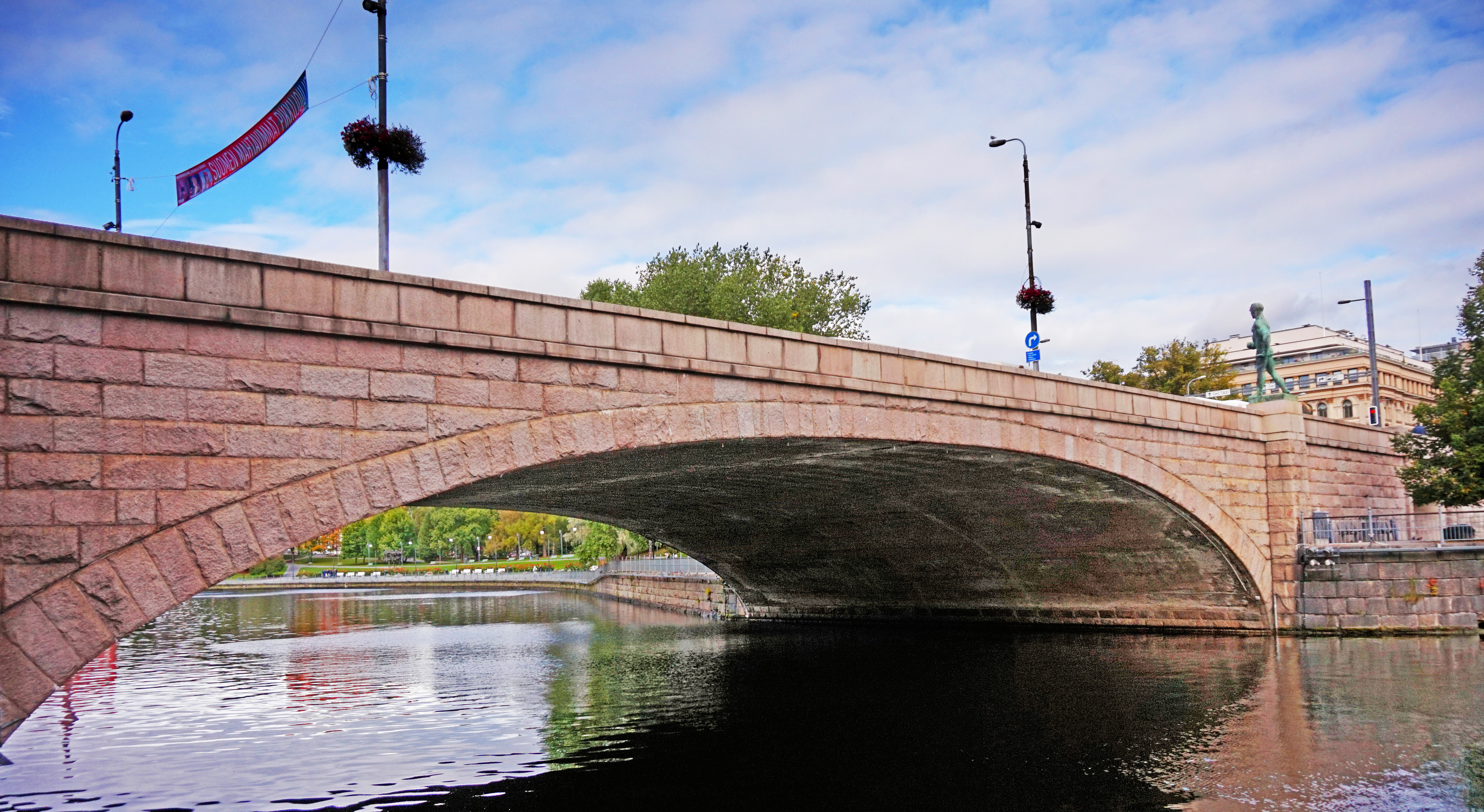
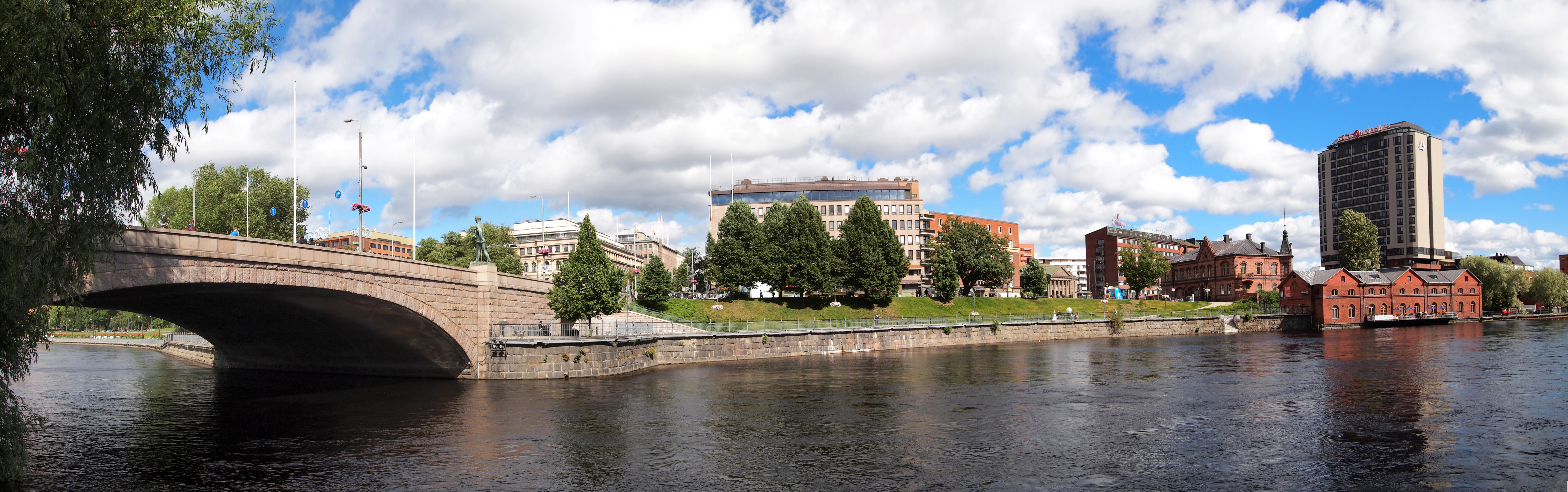
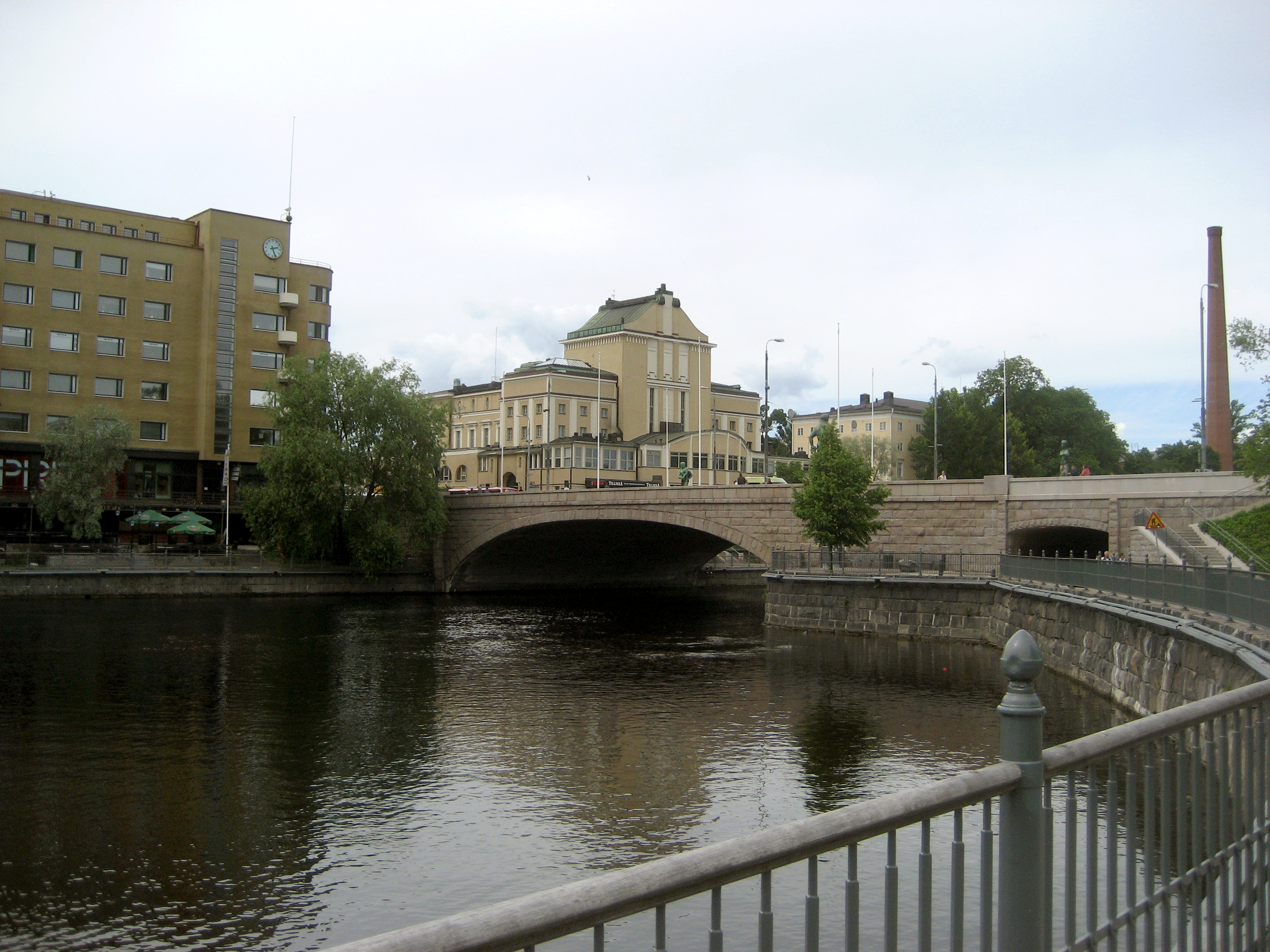
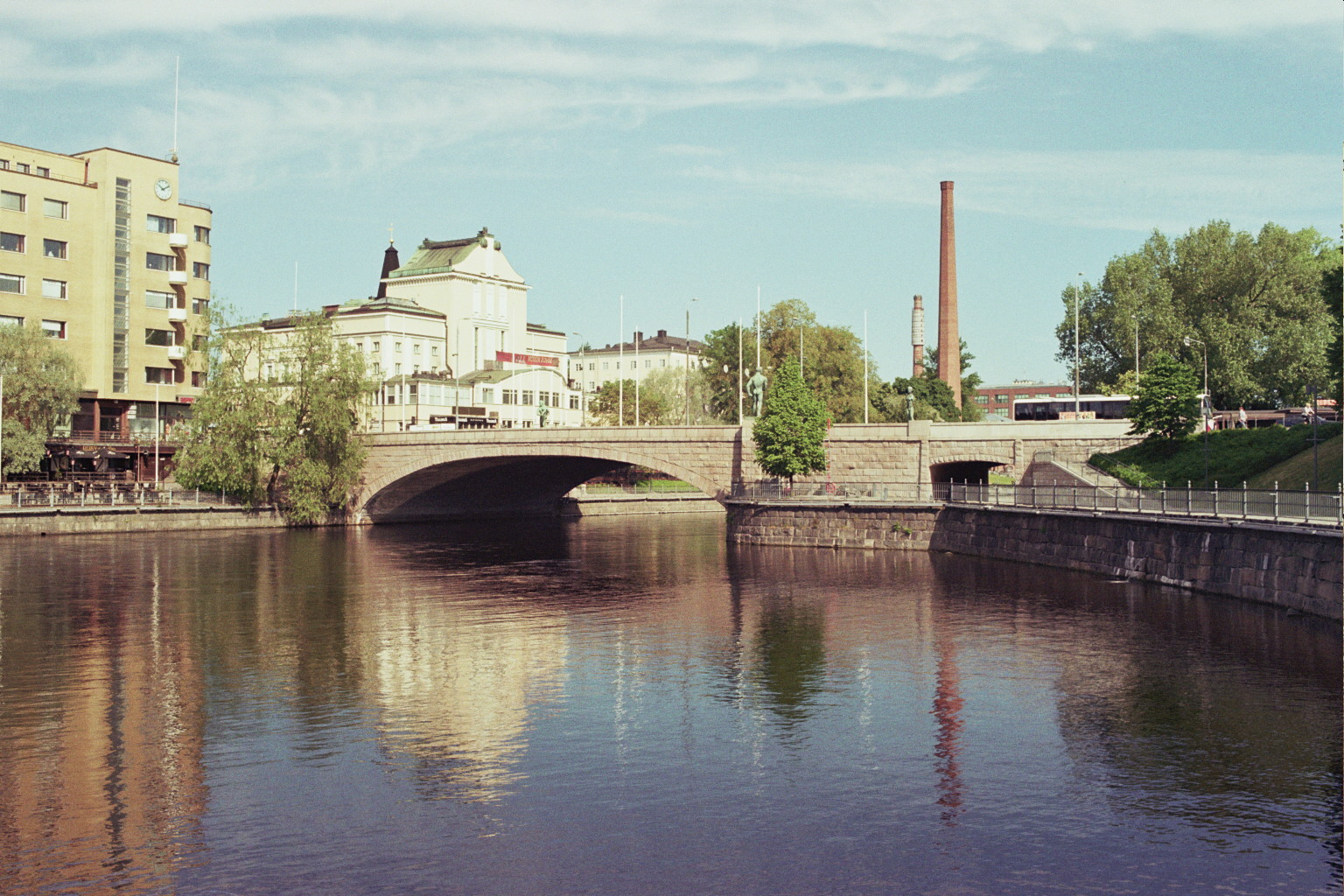
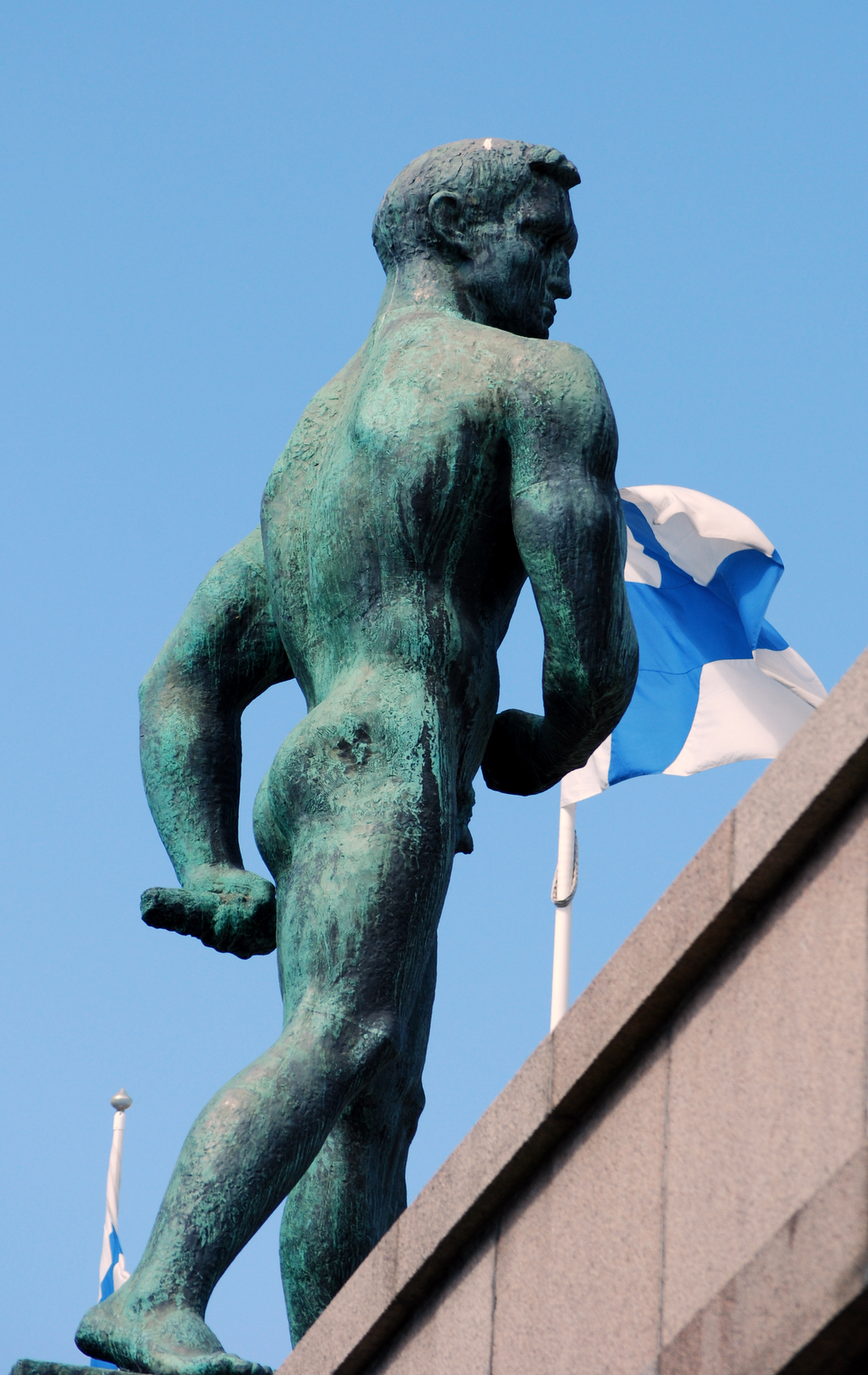